# Franse prairiesprinkhaan
De Franse prairiesprinkhaan (Euchorthippus declivus) is een rechtvleugelig insect uit de familie veldsprinkhanen (Acrididae), onderfamilie Gomphocerinae.

## Kenmerken
Mannetjes bereiken een lengte van 14 tot 18 millimeter, de vrouwtjes zijn 18 tot 27 mm lang. De lichaamskleur is bruingeel, de kop en ogen zijn relatief groot. De opstaande kielen van het halsschild zijn nauwelijks naar elkaar toe gebogen. De mannetjes van de Franse prairiesprinkhaan hebben een spitse achterlijfspunt. De vleugels van deze soort hebben een chorthippuslobje. De soort is alleen te verwarren met andere zuidelijke soorten als de gele prairiesprinkhaan (Euchorthippus pulvinatus).

## Verspreiding en habitat
De Franse prairiesprinkhaan komt niet voor in Nederland en België maar leeft zuidelijker tot in noordelijk Frankrijk. De habitat bestaat uit met grassen begroeide, drogere terreinen.

## Levenswijze
De Franse prairiesprinkhaan is actief gedurende de maanden juli tot september, de mannetjes laten zich vooral horen tussen 9 uur in de ochtend tot 7 uur in de avond. Het geluid bestaat uit korte ratels die tot opeen afstand van zeven meter hoorbaar zijn.